# La Chapelle-sur-Usson
 La Chapelle-sur-Usson  es una población y comuna francesa, situada en la región de Auvernia, departamento de Puy-de-Dôme, en el distrito de Issoire y cantón de Jumeaux.

## Demografía
| 90 | 78 | 69 | 56 | 70 | 66 |
| Para los censos de 1962 a 1999 la población legal corresponde a la población sin duplicidades (Fuente: INSEE [Consultar]) |    |    |    |    |    |